# Опівночі у дзеркальному світі
«Опівночі у дзеркальному світі» (англ. Midnight in the Mirror World) — містичне оповідання Фріца Лайбера, вперше опубліковане в жовтнф 1964 року журналом «Fantastic Stories of Imagination».

## Сюжет
До самотнього літнього чоловіка приходить привид його знехтуваного кохання.
Вона з'являється рівно опівночі в одному із численний дзеркал будинку.
При житті, після його відмови, вона повішалась між двох дзеркал і тепер її привид може мандрувати між ними.